# Constantin Corduneanu
Constantin Corduneanu (Iași, 23 de abril de 1969-15 de abril de 2024) fue un deportista rumano que compitió en lucha libre. Ganó una medalla de plata en el Campeonato Europeo de Lucha de 1992, en la categoría de 52 kg.

## Palmarés internacional
| Campeonato Europeo | Campeonato Europeo | Campeonato Europeo | Campeonato Europeo |
| Año                | Lugar              | Medalla            | Categoría          |
| ------------------ | ------------------ | ------------------ | ------------------ |
| 1992               | Kaposvár (Hungría) | Medalla de plata   | 52 kg              |